# Stadion Herclijja
Stadion Herclijja (hebr. אצטדיון עירוני הרצליה) – stadion w Izraelu, w mieście Herclijja. Powstał w 1962 roku. Na tym stadionie swoje mecze rozgrywa drużyna Maccabi Herclijja. Stadion może pomieścić około 9 000 widzów. Loża dla VIP-ów zajmuje 100 miejsc, zaś "trybuna dziennikarska" 52 miejsca.